# John Fogerty
John Fogerty (Berkeley, Califòrnia, 28 de maig de 1945) és el líder de la famosa banda de rock and roll Creedence Clearwater Revival.
És el guitarra principal i compositor (veu) està classificat a la posició 40 de la llista dels 100 millors guitarristes de tots els temps, segons la revista Rolling Stone's l'any 2003.
John continua com a compositor i solista, a més ha fet algunes recopilacions com solista amb temes de la seva banda anterior. Seus són grans clàssics que han fet famosos altres veus a més de la seva: Proud Mary (és famosa la versió de Tina Turner), Rockin' all over the World (és coneguda la versió de Status Quo, fins i tot Bruce Springsteen la inclou en alguns concerts).

## Guardons
Premis
- 1998: Grammy al millor àlbum de rock